# Ньюарк (Арканзас)
Нью́арк (англ. Newark) — город в округе Индепенденс (штат Арканзас), США.
Население 1219 человек по данным переписи 2000 года.

## География
По данным Бюро переписи населения США Ньюарк имеет общую площадь в 4,4 квадратных километров, водных ресурсов в черте населённого пункта не имеется.
Ньюарк расположен на высоте 89 метров над уровнем моря.

## Демография
По данным переписи населения 2000 года в Ньюарке проживало 1219 человек, 345 семей, насчитывалось 500 домашних хозяйств и 562 жилых домов. Средняя плотность населения составляла 268,9 человек на один квадратный километр. Расовый состав населения города по данным переписи распределился следующим образом: 96,55 % белых, 0,66 % чёрных или афроамериканцев, 0,98 % коренных американцев, 0,49 % азиатов, 0,08 % выходцев с тихоокеанских островов, 1,15 % смешанных рас, 0,08 % — других народностей. Испано- и латиноамериканцы составили 0,90 % от всех жителей города.
Из 500 домашних хозяйств в 35,8 % — воспитывали детей в возрасте до 18 лет, 55,0 % представляли собой совместно проживающие супружеские пары, в 10,6 % семей женщины проживали без мужей, 31,0 % не имели семей. 29,0 % от общего числа семей на момент переписи жили самостоятельно, при этом 18,0 % составили одинокие пожилые люди в возрасте 65 лет и старше. Средний размер домашнего хозяйства составил 2,44 человек, а средний размер семьи — 3,01 человек.
Средний доход на одно домашнее хозяйство в Ньюарке составил 28 239 долларов США, а средний доход на одну семью в городе — 34 545 долларов. При этом мужчины имели средний доход в 27 404 долларов США в год против 17 692 долларов США среднегодового дохода у женщин. Доход на душу населения в Ньюарке составил 14 392 долларов США в год. 9,1 % от всего числа семей в городе и 14,2 % от всей численности населения находилось на момент переписи населения за чертой бедности, при этом 18,5 % из них были моложе 18 лет и 20,1 % — в возрасте 65 лет и старше.